# Tibor Szele

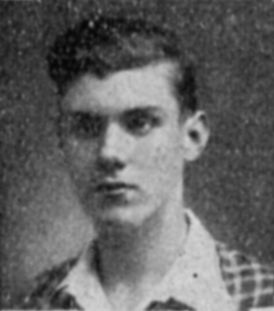
Tibor Szele

Tibor Szele (* 21. Juni 1918 in Debrecen; † 5. April 1955 in Szeged) war ein ungarischer Mathematiker und Hochschullehrer.

## Leben und Laufbahn
Über den Lebensweg von Tibor Szele gibt es nur spärliche Angaben. Er gewann im Jahre 1936 den Eötvös-Wettbewerb und begann ein Ingenieurstudium in Budapest, wechselte jedoch nach einem Semester zu einem Studium der Mathematik und Physik an die Universität Debrecen. Im Jahre 1941 erreichte er das Diplom. Seine schon im Jahre 1941 unter der Anleitung von László Rédei fertiggestellte Dissertation führte erst im Jahre 1946 – nach Kriegsdienst im Zweiten Weltkrieg – zur Promotion an der Universität Szeged. An der Universität Debrecen wurde Szele im Jahre 1948 Dozent und im Jahre 1952 Professor.
Er starb nach kurzer schwerer Krankheit.

## Wissenschaftliche Leistungen
Tibor Szele befasste sich in der Hauptsache mit der Reinen Mathematik, vor allem mit Modul- und Ringtheorie, Gruppentheorie und Graphentheorie. Zu letzterer lieferte er in seiner Dissertation die Lösung eines von László Rédei gestellten Problems und gab zudem im Jahre 1943 einen kombinatorischen Beweis zu einem graphentheoretischen Satzes von Rédei. Er bewies in der Theorie der unendlichen abelschen Gruppen, seinem zentralen Arbeitsgebiet, wichtige Struktursätze und gab auch eine Verallgemeinerung eines Satzes von György Hajós über endliche abelsche Gruppen. In der Ringtheorie bewies er (zusammen mit László Fuchs) einen bedeutenden Satz über die Struktur halbeinfacher Ringe. Weiter gab er eine einfache direkte Ableitung des zornschen Lemma aus dem Auswahlaxiom.
Tibor Szele ist Autor beziehungsweise Koautor von 62 wissenschaftlichen Publikationen und Verfasser eines Lehrbuchs über Algebra. Er gilt als Pionier der ungarischen Algebraschule. Zusammen mit Alfréd Rényi und Ottó Varga begründete er die Publicationes Mathematicae Debrecen.

## Ehrungen
Tibor Szele wurde im Jahre 1952 mit dem Kossuth-Preis geehrt. Ihm zu Gedenken wird seit 1970 alljährlich von der Bolyai János Matematikai Társulat die Tibor-Szele-Medaille verliehen.